# Xuân Thiều
Xuân Thiều (1930-2007), là một nhà văn, nhà thơ Việt Nam, được tặng Giải thưởng Nhà nước về Văn học nghệ thuật đợt (năm 2001) và Giải thưởng Hồ Chí Minh về văn học và nghệ thuật (năm 2017). Ông nguyên là Đại tá, Phó Tổng biên tập tạp chí Văn nghệ Quân đội (1977 - 1987) thuộc Quân đội nhân dân Việt Nam, nguyên Trưởng ban Sáng tác Hội Nhà văn Việt Nam.

## Tiểu sử và sự nghiệp
Ông tên thật là Nguyễn Xuân Thiều, sinh ngày 1 tháng 4 năm 1930 tại xã Bùi Xá, huyện Đức Thọ, tỉnh Hà Tĩnh. Tháng 12 năm 1947 ông gia Quân đội nhân dân Việt Nam. Năm 1951, làm chính trị viên đại đội chiến đấu trên mặt trận Trị Thiên trong kháng chiến chống thực dân Pháp. Năm 1957, học trường Tuyên huấn Trung ương (lớp báo chí). Từ năm 1959, về Tổng cục Chính trị, làm biên tập viên tạp chí Văn nghệ quân đội, rồi làm Phó Tổng biên tập tạp chí Văn nghệ quân đội. Năm 1987, ông được biệt phái sang Hội Nhà văn Việt Nam, làm Phó ban Sáng tác, Chánh văn phòng Hội Nhà văn Việt Nam.
Xuân Thiều cùng nhiều nhà văn quân đội khác với bề dày và chất lượng sáng tác đã trở thành những tên tuổi quan trọng của nền văn học cách mạng Việt Nam. Trong những năm chiến tranh, với bút danh Nguyễn Thiều Nam, ông viết những tác phẩm được nhiều người biết tới như: Mặt trận kêu gọi, Chiến đấu trên mặt đường, Gieo mầm, Tâm sự chiến sĩ quản tượng, Chuyện làng Rapồng… Tiếp đó một mạch là: Đôi vai, Một người lính, Khúc hát mở đầu, Đôi vai (Truyện ngắn - 1961); Chiến đấu trên mặt đường (Ký sự - 1968); Mặt trận kêu gọi (Truyện dài - 1969); Thôn ven đường (Tiểu thuyết - 1972); Đảo xa (Tùy bút - 1973); Trước giờ ra trận (Thơ - 1973); Từ một cánh rừng (Truyện phim - 1975); Gió từ miền cát (Truyện ngắn - 1984); Huế mùa mai đỏ (Tiểu thuyết - 1985); Xin đừng gõ cửa (Truyện ngắn - 1994); Tư Thiên (Tiểu thuyết, 2 tập - 1995)… Ngòi bút của ông giàu tính nhân văn qua rất nhiều chi tiết đặc sắc của đời thường được tập trung miêu tả trong các truyện ngắn viết sau chiến tranh không lẫn với ai. Đó cũng là sự độc đáo của ông. Tâm sự về viết truyện ngắn, ông nói rõ: “Văn học phải phát hiện những điều mới mẻ của con người, đào xới sâu vào con người, cả thể xác lẫn tâm linh, cả hành động lẫn tư duy, để cuối cùng hướng con người tới chân, thiện, mĩ”.
Ông là tác giả của 15 tập văn xuôi bao gồm các thể loại, từng 3 lần đoạt Giải thưởng Hội Nhà văn Việt Nam. Hầu hết các tác phẩm của ông đều gắn với đề tài lực lượng vũ trang, chiến tranh cách mạng và những vấn đề hậu chiến. 
Ông mất ngày 4-4-2007 tại Hà Nội, thọ 77 tuổi. 
Ông đã được tặng Giải thưởng Nhà nước về Văn học nghệ thuật đợt 1 năm 2001 và được truy tặng Giải thưởng Hồ Chí Minh về Văn học nghệ thuật đợt 5 năm 2017. 

## Tác phẩm
- Người anh nuôi của đơn vị (In chung, tập truyện ngắn, 1959)
- Đôi vai (tập truyện ngắn, 1961)
- Một người lính (tập truyện ngắn, in chung, 1961)
- Tâm sự người chiến sỹ quản tượng (tập truyện ngắn, 1967)
- Chiến đấu trên mặt đường (tập ký sự, 1968)
- Trời xanh (tập thơ, 1969)
- Mặt trận kêu gọi (truyện dài, 1969)
- Thôn ven đường (tiểu thuyết, 1972 - 1975)
- Đi xa (tập tuỳ bút, 1973)
- Trước giờ ra trận (tập thơ, 1973)
- Khúc sông (tập truyện ngắn, 1974)
- Từ một cánh rừng (truyện phim, 1975)
- Bắc Hải Vân xuân 1975 (tập ký sự, 1977)
- Khúc hát mở đầu (truyện dài thiếu nhi, 1981 - 1996)
- Huế - mùa mai đỏ (Tư Thiên) (bộ tiểu thuyết, 2 tập, 1987 - 1995)
- Gió từ miền cát (tập truyện ngắn, 1989)
- Người mẹ tội lỗi (tập truyện ngắn, 1989)
- Xin đừng gõ cửa (tập truyện ngắn, 1994)
- Tiếng nói cảm xúc (Tiểu luận – phê bình, 1996)
- Và nỗi nhớ (tập thơ, 1998)
- Tháng ngày đã qua (tập truyện ngắn, 2005)

## Giải thưởng
- Giải thưởng Văn học Bộ Quốc phòng
- Giải thưởng Hội Nhà văn cho tập Gió từ miền cát (1989)
- Giải thưởng Hội Nhà văn 1996 tập Xin đừng gõ cửa
- Tặng thưởng Hội Nhà văn (1996) cho tiểu thuyết Tư Thiên

## Vinh danh
- Giải thưởng Nhà nước về Văn học nghệ thuật năm 2001
- Giải thưởng Hồ Chí Minh về Văn học nghệ thuật đợt 2017 (truy tặng)

## Công trình mang tên Xuân Thiều
Tại quê hương ông là xã Bùi Xá, huyện Đức Thọ, tỉnh Hà Tĩnh, có trường Tiểu học Nguyễn Xuân Thiều. Trong khuôn viên trường học này có một bức tượng của ông. 